# 東京アラブ障害特別
東京アラブ障害特別（とうきょうアラブしょうがいとくべつ）は、1960年から1965年まで行われた中央競馬の障害の重賞競走である。

## 概要
関東のアラブ系障害重賞として1960年に東京競馬場で距離3300mの競走として創設された。同年に中山競馬場で中山アラブ障害特別が創設されている。しかし、1965年をもって、アラブ大障害、中山アラブ障害特別とともに廃止された。出走頭数は全6回の競走で計29頭と少なく、1962年の競走では3頭の出走馬で施行された。牝馬の出走が多く、牡馬の優勝は1964年のダイサンプウのみである。1963年に牝馬のヤマビコが優勝し、関東のアラブ系障害重賞を制覇した。
1963年までは秋季に、1964年からは中山アラブ障害特別と入れ替わるかたちで春季に行われた。競走条件は1963年までアラブ系4歳(現3歳)以上、1964年以降は同5歳(現4歳)以上。1961、62年は別定競走、その他はハンデキャップ競走として行われた。1961年と1962年の2回の競走では直線にダートコースを使用している。

## 歴史
- 1960年 - 東京競馬場においてハンデキャップ、距離3300mのアラブ系障害重賞として創設。
- 1961年 - 別定競走に変更される。
- 1963年 - 再びハンデキャップ競走となる。
- 1965年 - 最後の施行となる。

### 歴代優勝馬
| 回数  | 施行日         | 優勝馬       | 性齢 | 斤量 | タイム | 優勝騎手 | 管理調教師 |
| ----- | -------------- | ------------ | ---- | ---- | ------ | -------- | ---------- |
| 第1回 | 1960年11月13日 | ミワヒカリ   | 牝6  | 63   | 4:01.9 | 加賀武見 | 阿部正太郎 |
| 第2回 | 1961年11月5日  | テンポ       | 牝5  | 56   | 3:52.4 | 関口薫   | 仲住芳雄   |
| 第3回 | 1962年11月4日  | テンポ       | 牝6  | 60   | 3:52.9 | 関口薫   | 仲住芳雄   |
| 第4回 | 1963年11月24日 | ヤマビコ     | 牝5  | 56   | 3:54.3 | 中沢一男 | 柄崎義信   |
| 第5回 | 1964年4月29日  | ダイサンプウ | 牡5  | 54   | 3:51.9 | 小林常泰 | 勝又忠     |
| 第6回 | 1965年5月16日  | シンライ     | 牝6  | 57   | 3:56.9 | 中島啓之 | 奥平作太郎 |